# 福島町 (長野県)
福島町（ふくしままち）は長野県西筑摩郡にあった町。現在の木曽郡木曽町大字福島にあたる。
本項では町制前の名称である福島村（ふくしまむら）についても述べる。

## 地理
- 山：台ヶ峰、城山、赤林山
- 河川：木曽川、王滝川

## 歴史
- 1874年（明治7年）11月7日 - 筑摩県筑摩郡福島村及び岩郷村が合併して、福島村が発足する。
- 1876年（明治9年）8月21日 - 長野県の所属となる。
- 1878年（明治11年）1月4日 - 郡区町村編制法の施行により、福島村が西筑摩郡の所属となる。
- 1889年（明治22年）4月1日 - 町村制の施行により、福島村の区域をもって、福島村が発足する。
- 1893年（明治26年）5月27日 - 福島村が町制施行して、福島町となる。
- 1967年（昭和42年）4月3日 - 福島町及び新開村が合併して、木曽福島町が発足する。

## 交通

### 鉄道路線
- 日本国有鉄道
  - 中央本線
    - 木曽福島駅

### 道路
- 国道19号（中山道）